# Croton gibsonianus
Espèce
 Croton gibsonianus est une espèce de plantes à fleurs du genre Croton et de la famille des Euphorbiaceae, présente au sud-ouest de l'Inde.
Il a pour synonyme :
- Oxydectes gibsoniana, (Nimmo) Kuntze